# Friesodielsia discolor
Friesodielsia discolor là loài thực vật có hoa thuộc họ Na. Loài này được (Craib) D.Das mô tả khoa học đầu tiên năm 1963.